# جاك ستانغ
جاك ستانغ (بالإنجليزية: Jack Stang)‏ هو عسكري أمريكي، ولد في 29 أكتوبر 1923، وتوفي في 7 يناير 1996.